# Frenchella fimbriata
Frenchella fimbriata är en skalbaggsart som beskrevs av Lea 1919. Frenchella fimbriata ingår i släktet Frenchella och familjen Melolonthidae. Inga underarter finns listade i Catalogue of Life.